# Grup de la microlita
El grup de la microlita és un grup de minerals òxids amb l'element tal·li dominant que pertanyen al supergrup del piroclor. Rep el seu nom de la microlita, terme introduït per primera vegada l'any 1835 per C.U. Shepard, del grec μικρός, petit, en al·lusió a la mida generalment petita dels cristalls de la primera localitat on va ser trobada.

## Membres del grup
El grup està format per aquestes espècies:
| Espècie                     | Fórmula                            |
| --------------------------- | ---------------------------------- |
| Cenomicrolita               | ◻₂Ta₂[O₄(OH)₂]◻                    |
| Cenoplumbomicrolita         | (Pb,◻)₂Ta₂O₆(◻,OH,O)               |
| Fluorcalciomicrolita        | (Ca,Na)₂(Ta,Nb)₂O₆F                |
| Fluornatromicrolita         | (Na1,5Bi0,5)Ta₂O₆F                 |
| Hidrocenomicrolita          | (◻,H₂O)₂Ta₂(O,OH)₆(H₂O)            |
| Hidromicrolita              | (H₂O,◻)₂Ta₂(O,OH)₆(H₂O)            |
| Hidroxicalciomicrolita      | Ca1,5Ta₂O₆(OH)                     |
| Hidroxicenomicrolita        | (◻,Na,Sb3+)₂Ta₂O₆(OH)              |
| Oxicalciomicrolita          | Ca₂Ta₂O₆O                          |
| Oxistanomicrolita           | Sn₂Ta₂O₆O                          |
| Oxistibiomicrolita          | (Sb3+,Ca)₂Ta₂O₆O                   |
| Itriomicrolita (de Hogarth) | (Ca,Y3+,U,Na)2-x(Ta,Nb,Ti,Fe3+)₂O₇ |

## Formació i jaciments
Els minerals del grup de la microlita es troben repartits per tot el globus a excepció de l'Antàrtida. Als territoris de parla catalana s'hi poden trobar minerals del grup de la microlita al Cap de Creus, dins els límits de Cadaqués, a la província de Girona.